# Sufragio femenino en Mongolia
El sufragio femenino en Mongolia fue establecido por la ley de 1 de noviembre de 1924. De este modo, Mongolia fue uno de los primeros países asiáticos en legalizar el sufragio de las mujeres.

## Proceso de independencia de Mongolia
Entre 1691 y 1911, Mongolia Exterior fue una provincia china bajo la dinastía manchú. Tras la insurrección que tuvo lugar en China en 1911 contra estos gobernantes, los mongoles declararon la independencia en 1911. Entre 1911 y 1919, Mongolia estuvo bajo soberanía china, pero con un tégimen autónomo y bajo una creciente influencia rusa. Sin embargo los hechos se fueron sucediendo, y tras la Primera Guerra Mundial, la revolución de 1917 y la guerra civil rusa, las tropas chinas volvieron a ocupar Mongolia en 1919. Aunque las tropas monárquicas rusas dirigidas por Ungern von Sternberg expulsaron a las chinas a inicios de febrero de 1921, las tropas zaristas  fueron a su vez derrotadas en agosto de ese mismo año por una fuerza soviético mongola comandada por Damdin Süchbaatar. Süchbaatar declaró la independencia de China el 13 de marzo de 1921 y el 26 de  noviembre de 1924 se proclamó la República Popular Mongola. Esta quedó bajo un régimen comunista dirigido por el Partido Revolucionario Popular Mongol, el cual estaba fuertemente influido por su equivalente en la Unión Soviética, con una relación asentada por diversos tratados, el primero de 5 de noviembre de 1921. Esta forma de gobierno perduró hasta 1990, cuando la república popular dio paso a un estado democrático.

## Evolución de la situación de las mujeres
La declaración de independencia de 1921 llevó a la emancipación de las mujeres mongolas en diversos ámbitos, como la educación, el trabajo o los derechos políticos y sociales. La constitución de 1924 garantizaba ya algunos de esos derechos como el acceso al trabajo; consolidaba otros, como el derecho al voto; y las medidas que desarrollaron esta constitución incluyeron la prohibición de los matrimonios forzados en 1925 o el inicio de campañas de alfabetización. La igualdad de derechos quedaba asentada como base del desarrollo legislativo.
En el ámbito educativo, las mejoras fueron también considerables al menos en las cifras. En 1931 solo un 40% de las mujeres tenían alguna educación formal. En 1989 la cifra era el 95% mientras que el analfabetismo se había reducido a prácticamente cero durante los años sesenta. En ese mismo año, 1989, un 86% de las mujeres tenía empleos remunerados y las estudiantes suponían un 43% del estudiantado. La ideología del régimen, que establecía fuertes controles estatales sobre los salarios, hacía que la brecha salarial fuera muy reducida. Los sistemas estatales de sanidad y de ayudas sociales suponían una gran ayuda para las mujeres.
La representación de las mujeres estaba limitada y el poder real de decisión no estaba compartido entre hombres y mujeres. La estructura política seguía estando controlada por los hombres y los procesos de transformación social no ponían en cuestión ni las normas subyacentes ni las estructuras desiguales y las tensiones de las relaciones de género. Las mujeres eran consideradas un grupo necesitado de una protección especial, no una fuerza que impulsara el desarrollo político. El acceso de las mujeres a la esfera pública se regía por mecanismos y normas explícitas. Así definía algunas ocupaciones como prohibidas a las mujeres, mientras que en otros casos la promoción del empleo femenino estaba condicionada a las obligaciones reproductivas.

## Efectividad del derecho de sufragio

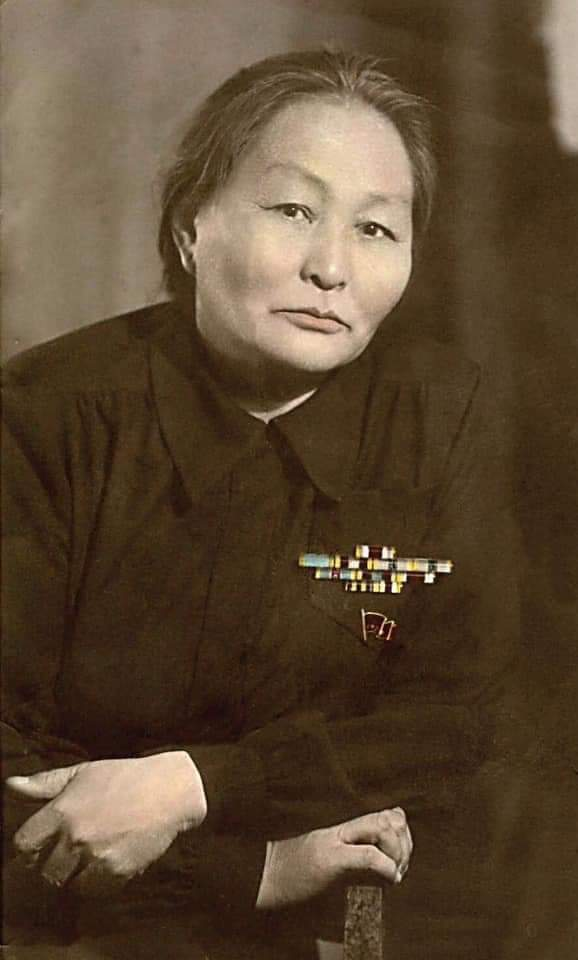
Sükhbaataryn Yanjmaa, presidenta de Mongolia en 1953-54

Las adaptaciones legislativas que siguieron a la constitución de 1924 permitieron a las mujeres el ejercicio del derecho de sufragio activo y pasivo. En los años veinte el partido único, Partido Revolucionario Popular Mongol, promovió la implantación de una cuota del 25% de mujeres en el parlamento. Esta norma, que permaneció en vigor hasta 1990, garantizó una representación femenina mayor de la habitual en otros parlamentos contemporáneos, aunque inferior a otros parlamentos del bloque soviético. Por otra parte, la participación de las mujeres no superaba en mucho ese límite -en 1931 suponía un 30% en los gobiernos locales, pero en 1986 era de solo el 24'86% en el parlamento- y además la presencia de mujeres en los niveles superiores de gobierno era extremadamente reducida. La mayor excepción fue Sükhbaataryn Yanjmaa, una de las principales líderes del partido, que llegó a ser presidenta de la República Popular de Mongolia del 23 de septiembre de 1953 al 7 de julio de 1954.
La representatividad de las elecciones del periodo soviético es muy escasa. Los candidatos oficiales eran agrupados en una lista única. Los resultados oficiales de participación y de apoyo eran casi unánimes. Así en junio de 1954 los resultados oficiales fueron de una participación del 99% prácticamente en su totalidad a favor de la lista. Esta contenía 295 candidatos, de los que 66 eran mujeres.

## La situación en el periodo democrático
Con la caída del régimen soviético, la cuota del 25% quedó eliminada. Una consecuencia del régimen había sido la falta de organizaciones independientes. La falta de sindicatos o partidos independientes se extendía a la inexistencia de organizaciones feministas independientes. La falta de habilidades políticas entre las mujeres se unía al hecho de que, pese a los planteamientos que hacían en público, la política respecto de la mujer bajo el comunismo había llevado a la perpetuación de los roles de género tradicionales.
En 1998 las mujeres sólo ocuparon un 10,53% de los puestos en el parlamento, que subieron ligeramente a 11,84% en 2001 y 14,47% en 2012. En las elecciones locales y provinciales la representación era algo mejor, algo mayor del 22% en 2010 y 2013. Pero en los niveles superiores de gobierno, la representación de las mujeres era todavía más reducida: en 1997 solo uno de nueve ministros era una mujer, y solo 9 de 373 gobernadores locales.
Este estado de cosas llevó a que se intentará reimplantar la cuota de participación femenina. El 21 de octubre de 2004, un grupo en favor de la participación política de las mujeres solicitó al gobierno la introducción de una cuota, propuesta que fue secundada por las organizaciones de mujeres de cuatro de los cinco principales partidos del país. Así se consiguió la implantación de una cuota del 30%. Sin embargo esta fue rechazada por el parlamento, que la revocó el 26 de diciembre de 2007. Las organizaciones feministas consiguieron del presidente Nambaryn Enchbaja que vetara la revocación el 8 de enero de 2008, pero a los tres días el parlamento votó contra el veto presidencial.
La oposición de los miembros masculinos del parlamento y de los aparatos de los partidos a las cuotas de participación femenina en el parlamento fue dura, con violencia verbal y amenazas. Esto se reflejó en la prensa y televisión, creando un apoyo creciente a la causa de las mujeres. Inicialmente los principales partidos se avinieron a establecer una cuota del 15% el 7 de noviembre de 2011, pero tras dos semanas de duras negociaciones el Primer Ministro Tschimediin Saichanbileg anunció que la cuota sería del 20%. Dicha cuota se aplicó en las elecciones de 2012.
Las políticas de género se incorporaron con fuerza a la agenda política en la segunda década del siglo XXI. Así en 2011 se aprobó la Ley de Igualdad de Género y en 2016 la Ley de Violencia Doméstica. Sin embargo la cultura política mongola siguió dominada por los hombres, como se demostró en la ceremonia de encendido de la Llama del Estado en 2011, una ceremonia a la que se vetó el acceso de mujeres, ya fueran cargos públicos o periodistas. Por otro lado, en 2016 las encuestas mostraron una actitud mucho más favorable a la participación de las mujeres en política por parte del público.